# Іванково (Мішкинський район)
Іва́нково (рос. Иванково) — село у складі Мішкинського району Курганської області, Росія. Входить до складу Гладишевської сільської ради.
Населення — 47 осіб (2010, 71 у 2002).